# Masantonio - Sezione scomparsi
Masantonio - Sezione scomparsi è una miniserie televisiva italiana, trasmessa in prima serata su Canale 5 dal 25 giugno al 23 luglio 2021. È creata da Gianluca Leoncini e Valerio Cilio, diretta da Fabio Mollo ed Enrico Rosati, prodotta da Cattleya in collaborazione con RTI ed ha come protagonista Alessandro Preziosi.

## Trama
Elio Masantonio è un investigatore alla guida di un piccolo gruppo creato dal Prefetto Attilio de Prà per risolvere i casi di persone scomparse; ad affiancarlo nelle sue indagini avrà Sandro Riva, un giovane poliziotto.

## Puntate
| Stagione       | Puntate | Prima TV |
| -------------- | ------- | -------- |
| Prima stagione | 10      | 2021     |

## Personaggi e interpreti
- Elio Masantonio, interpretato da Alessandro Preziosi.
- Alessandro "Sandro" Riva, interpretato da Davide Iacopini.
- Attilio De Prà, interpretato da Bebo Storti.
- Roberta Masantonio, interpretata da Daniela Camera.
- Tina, interpretata da Virginia Campolucci.
- Valeria, interpretata da Claudia Pandolfi.
- Pato, interpretato da Andrea Di Casa.
- Elio Masantonio da bambino, interpretato da Rocco Gottlieb.
- Elio Masantonio da adolescente, interpretato da Riccardo Maria Manera.

## Produzione
La miniserie è creata da Gianluca Leoncini e Valerio Cilio, i quali hanno anche firmato la sceneggiatura con Stefano Di Santi, diretta da Fabio Mollo ed Enrico Rosati e prodotta da Cattleya in collaborazione RTI.

### Riprese
Le riprese si sono svolte nel 2019 in Italia, in particolare tra Genova e Roma.

### Curiosità
- Alla fine di ogni episodio è presente il brano Altrove di Morgan.

## Distribuzione
Ancora prima della messa in onda italiana, a gennaio 2021, la miniserie era già stata trasmessa in Francia.